# فيليكي تسرلييني
فيليكي كرلجيني (Велики Црљени) هي مدينة في بيوغراد في مقاطعة وسط صربيا في صربيا.
يبلغ عدد سكانها حوالي 4549 نسمة.